# Erich Klöckner
Erich Klöckner (* 22. November 1913 in Hirtscheid im Westerwald; † 20. November 2003 in Wolnzach) war ein deutscher Flugpionier und Testpilot. Im Jahr 1940 gelang ihm ein Segelflug-Höhenweltrekord an den Rand der Stratosphäre.

## Frühe Jahre

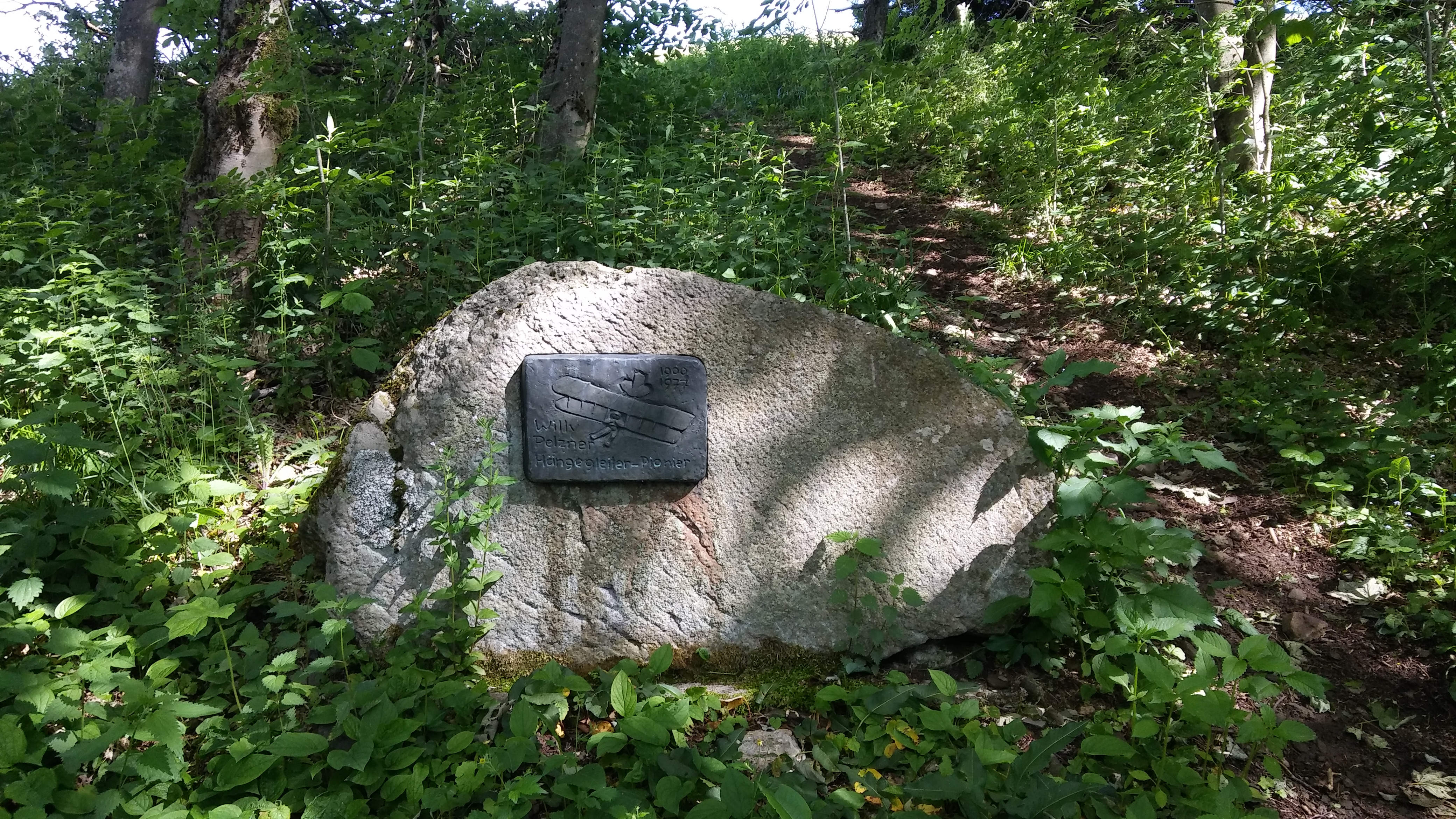
Gedenkstein an seinen Freund und Flugpionier Willy Pelzner

Seit seiner Jugend war der Sohn eines Ölmüllers von der Fliegerei begeistert. Er erhielt schon früh den Spitznamen „Flieger-Erich“. Klöckner hatte bereits 1928, während seiner Schmiedelehre, die er auf Druck seines Vaters absolvieren musste, zusammen mit seinem Freund Erwin Sator heimlich einen Hängegleiter im Stil des Flugpioniers Willy Pelzner zusammengebaut und ohne Wissen des Vaters, der nichts für die Leidenschaft des damals Sechzehnjährigen übrighatte, geflogen. Seine damals größte Leistung war ein Gleitflug von rund 46 Metern.
Die Segelflug-A-Prüfung erwarb er 1929 auf einem „Zögling“, die B-Prüfung 1931 beim Flugverein Hellenhahn-Schellenberg. Im selben Jahr folgte auf dem Segelflugplatz Dörnberg die C-Prüfung.
Das Zentrum der deutschen Segelfliegerei, die Wasserkuppe, besuchte Klöckner erstmals 1932 und lernte dort unter anderem die Flugpioniere Arthur Martens, Fritz Stamer, Hans Jacobs, Alexander Lippisch und „Rhönvater“ Carl Oskar Ursinus kennen. Er war am 23. Juli 1932 bei dem tödlichen Unglück seines Vorbildes Günther Groenhoffs dabei.
Klöckner bewarb sich in Griesheim um eine Motorflugausbildung. Er bestand die Tauglichkeitsprüfung, wurde jedoch nicht angenommen. Im August 1934 kam er auf den Dörnberg zurück und wurde im April 1935 nach Gelsenkirchen-Katernberg einberufen. Dort absolvierte er die A2- und 1936 in Essen-Mülheim die B2-Prüfung.
Der junge Pilot weigerte sich nach seiner Segelflugausbildung erfolgreich, der Luftwaffe beizutreten, hatte ein kurzes Zwischenspiel bei den Gerhard-Fieseler-Werken und bekam schließlich bei der Orterschule Griesheim seine erste Anstellung als Flugpilot. Dort hatte auch die 1933 gegründete Deutsche Forschungsanstalt für Segelflug (DFS) mit ihrem Leiter Walter Georgii ihren Sitz. Klöckner reichte hier seine Bewerbung ein, erhielt jedoch eine Absage. Nach weiteren Stellen, unter anderem in der Aufklärerschule Kassel-Rothwesten, sagte die DFS endlich zu. Am 4. November 1937 trat er seine Stelle als Versuchs- und Erprobungspilot erstmals an. Dort blieb er bis zur Auflösung der Anstalt am 28. April 1945.

## Versuchs- und Erprobungspilot der DFS
In seiner ersten Zeit musste Klöckner Segelflugzeuge schleppen, mit denen Luftwaffensoldaten zu Segelflugzeugführern ausgebildet wurden. Diese Piloten benötigte die Luftwaffe zum Steuern der neuartigen DFS 230, für die damals ein Lastenseglerverband aufgebaut wurde, der in der Anfangszeit des kommenden Krieges viele erfolgreiche Absetzmanöver durchführte. Neben Hanna Reitsch wurde auch Klöckner zur Erprobung der DFS 230 eingesetzt. Daneben machte der Testpilot die Silber-C-Prüfung.
Während des 19. Rhön-Segelflugwettbewerbs 1938 auf der Wasserkuppe war er für das Schleppen und Rückholen des späteren Siegers Wolfgang Späte zuständig.

### Stratosphärensegelflug
Im Zuge der Erforschung extremer Aufwinde im Umfeld von Leewellen, wie sie beispielsweise bei Föhnlagen im Windschatten der Alpen entstehen, wollten die Wissenschaftler der DFS Ende 1938 neue Höhenrekorde mit dem Segelflugzeug aufstellen. Dafür wurde eine Forschungsgruppe nach Prien an den Chiemsee beordert. Ab 2. Januar 1939 gehörte auch Klöckner zu dieser Mannschaft. Am 18. Januar desselben Jahres gelang ihm mit einem Kranich der Nachweis des bisher nur vermuteten Wellenaufwindes. Bei anderen Flügen stieß er in eine Höhe von rund 8000 Metern vor und erreichte am 18. Mai 1939 die bisher mit einem Segelflugzeug nie gekannte Höhe von 9210 Metern. Am 11. Oktober 1940, eine erhoffte Föhngroßwetterlage hatte sich eingestellt, gelang ihm in einer Spezialausrüstung erneut ein Weltrekordhöhenflug mit einem Segelflugzeug über dem Großglockner-Massiv. An jenem Tag brachte eine Heinkel He 46 Klöckners Kranich D-11 („Wolkenkranich“) vom Flugfeld Ainring auf rund 5700 Meter Höhe. Nach seiner Rückkehr bestätigten die mitgeführten Messinstrumente, dass er bei einer Höhe von 11.460 Metern und einer Temperatur von unter −56 °C bis an den Rand der Stratosphäre gelangt war. Zum Zeitpunkt des durch die Kälte erzwungenen Abbruchs seines Fluges war die Maschine immer noch mit 2 Metern pro Sekunde aufgestiegen. Eine Folge dieses Flugtages waren für Klöckner Erfrierungen an Fingern und Ohrläppchen.
Der Luftfahrtmeteorologe und Leiter der DFS, Walter Georgii, schrieb über diesen segelfliegerischen Weltrekord:

„…daß Erich Klöckner, einer der besten Forschungspiloten meines Instituts, am 11. Oktober 1940 zum ersten Male im Wellensegelflug auf elftausendvierhundert Meter emporsteigen und so dem Segelflug den Weg in die Stratosphäre weisen konnte.“

Nachdem der Höhenrekord zunächst kriegsbedingt von den alliierten Siegermächten nicht akzeptiert worden war, erhielt Klöckner Ende der 1990er Jahre die offizielle Anerkennung durch die Fédération Aéronautique Internationale (FAI). Erst zehn Jahre nach Klöckners Rekordflug wurde diese Höhe durch den US-Amerikaner Bill Ivans während eines ähnlichen wissenschaftlichen Programmes in der Sierra Nevada überboten.

### Militärische Erprobungen im Zweiten Weltkrieg
Der anhaltende Krieg brachte es mit sich, dass Klöckner sein eigentliches Testfeld, die zivile Segelflugerprobung, verlassen musste. Da er zu dieser Zeit bereits als einer der besten deutschen Testpiloten galt, wurde er für viele geheime militärische Erprobungen herangezogen, die in den meisten Fällen zukunftsweisende Pioniertaten waren. Den immer schwieriger werdenden Kriegsumständen entsprechend, liefen diese Testabläufe vielfach nicht mit der notwendigen Sorgfalt für das Leben der Piloten ab. Zu Klöckners Arbeitskollegen zählten in diesem Umfeld Karl Schieferstein, Wolfgang Späte, Ubo Jansen und Hanna Reitsch. Parallel zu seinen Rekordsegelflügen absolvierte er in Augsburg die ersten Schlepperprobungen mit dem noch motorlosen Raketenflugzeug Me 163 und erwarb in Völkenrode die noch ausstehende C2-Erlaubnis.
Zu seinen Testfeldern gehörten:
- Ankoppelversuche in der Luft: Der Konstrukteur Dipl.-Ing. Felix Kracht entwickelte die Idee, Flugzeuge während des Fluges zusammenzukoppeln. Diesen Mechanismus erprobte Klöckner mit einer Focke-Wulf Fw 58 „Weihe“, die an eine Junkers Ju 52-Schleppmaschine gekoppelt wurde. Im Zuge dieser Entwicklung wurde auch die angekoppelte Luftbetankung von der DFS entwickelt. Koppeln und Luftbetanken erhielten in der Zeit des Kalten Krieges eine zentrale Rolle in der militärischen Luftfahrt.
- Überprüfung von Bremsraketen und Schleppkörpern: Unter anderem erprobte Klöckner das Schleppgerät SG 5041, als Zusatztank für den neuentwickelten Strahlbomber Arado Ar 234 mit Funkpeilgerät, welchen er ebenfalls flog. Von Berlin-Tempelhof bis Neuburg an der Donau benötigte Klöckner am Neujahrstag 1945 nur 36 Minuten.
- Verschiedene Flugzeug-Schlepparten
- Erprobung des Großlastenseglers DFS 331
- Mistelgespannflüge: Unter anderem als Führer der Trägermaschine Do 217 K-3 für den Höhenfernaufklärer DFS 228 „Narwal“
- Erprobung des Selbstopferflugzeuges Me 328: Klöckner erprobte die Flugeigenschaften der noch motorlosen Maschine ab dem 1. August 1942 im Seil- und Mistelschlepp sowie ausgeklinkt im Gleitflug, später auch mit Argusrohren. Das Projekt wurde vor der Serienreife 1944 eingestellt.
- Tragschleppversuche mit der motorlosen Natter als Pilot der Versuchsmaschinen M1 und M3, Ende 1944 bis Anfang 1945
- Ersterprobung der Argus-Triebwerke unter den Tragflächen einer DFS 230
- Erprobung von sich automatisch öffnenden Fallschirmen
- Erprobung des asymmetrischen Aufklärers Blohm & Voss BV 141
- Erprobung des Staustrahltriebwerks für den Stratosphärengleiter des Weltraumpioniers Dr. Eugen Sänger

## Testpilot der Bundeswehr
Sobald das Fliegen nach dem Krieg für deutsche Piloten möglich war, arbeitete Klöckner für die Industrie. Nach Gründung der Bundeswehr war er wieder als Testpilot in Oberpfaffenhofen und Manching tätig.
Unter dem Titel Der Flieger-Erich – Flugpionier aus dem Westerwald – , strahlte der SWR 3 am 11. März 1999 eine 30-minütige Dokumentation über den Flieger aus.
Auch nach seiner Pensionierung blieb Erich Klöckner seiner Leidenschaft treu. Er starb 2003 im Seniorenheim des Bayerischen Roten Kreuzes in Wolnzach, wo er nach dem Tod seiner Frau lebte.